# Aya Ben Abdallah
Aya Ben Abdallah (født 19. august 1997) er en tunesisk håndboldspiller for Club Africain og det tunesiske landshold .
Hun deltog ved verdensmesterskabet i håndbold for kvinder i 2017.